# Stadion Enghelab
Enghelab Stadium – wielofunkcyjny stadion w Karadżu, w Iranie. Może pomieścić 30 000 widzów. Został otwarty w 2006 roku. Swoje spotkania rozgrywają na nim piłkarze klubu Saipa Karadż. Na obiekcie grała także piłkarska reprezentacja Iranu.